# Shaw's Corner

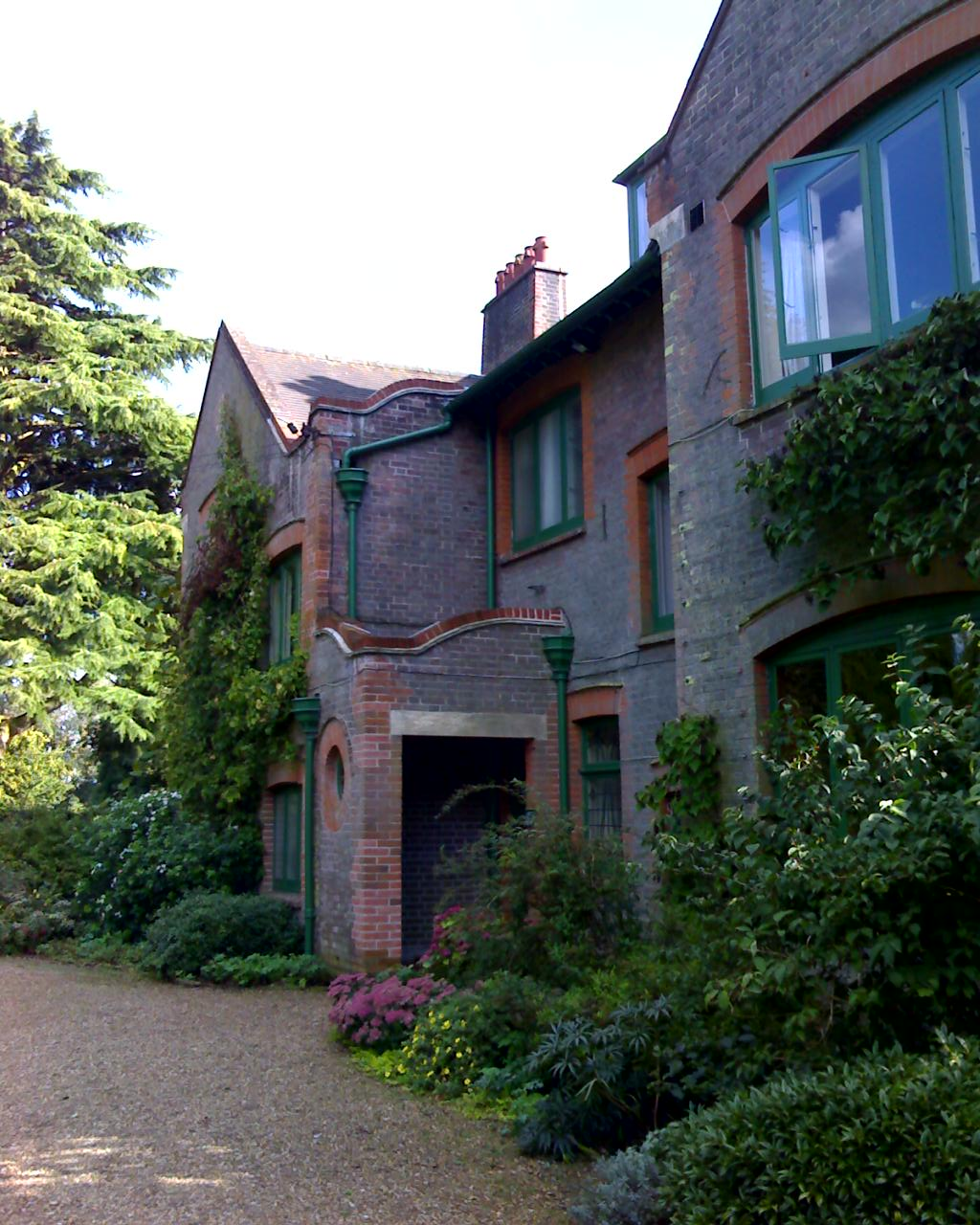
Frente de la residencia de Shaw's Corner.

Shaw's Corner fue la principal residencia del célebre escritor irlandés George Bernard Shaw; ahora un edificio histórico propiedad de National Trust abierto al público. Dentro de la casa, los cuartos siguen conservando su aspecto original, y tanto el jardín como el escritorio de Shaw pueden ser visitados. La casa, del periodo eduardiano, posee una clara influencia del estilo propio del movimiento Arts and Crafts. Se encuentra emplazada en la pequeña villa de Ayot St. Lawrence, Hertfordshire, Inglaterra.
Construida como una nueva rectoría para el pueblo en 1902, la casa fue el hogar de George Bernard Shaw desde 1906 hasta su muerte en 1950, dado que la iglesia de Inglaterra decidió que la casa era demásiado grande para el tamaño de la parroquia. Shaw y su esposa Charlotte se mudaron durante 1906 y compraron la casa en 1920 por el valor de 6220 libras al tiempo que extendieron el jardín cuando Shaw compró la tierra de su amigo Apsley Cherry-Garrard, una parcela de 1.4 hectáreas.
Shaw es conocido por haber escrito muchos de sus trabajos importantes en una pequeña habitación anexa a su vivienda, situada en el fondo de su jardín. la estructura minúscula, cerca de 20 metros cuadrados, fue construida en un marco central con columnas de acero y con una pista circular de modo que pudiera ser rotado en su eje para seguir el arco cambiante de la luz del solar a través del día. Shaw ubicó el cuarto de modo que quedara de espaldas a Londres, con el propósito de que los visitantes indeseados desistan de su visita al ser informados de que él estaba ausente "visitando la capital".